# Monte Cucco (Umbria)
Il Monte Cucco (1.566 m s.l.m.) è una montagna situata in Italia, lungo l'Appennino Umbro-Marchigiano, nell'area dell'Appennino Gualdese compreso nel territorio dei comuni umbri di Costacciaro, Scheggia e Pascelupo, Sigillo, Fossato di Vico, Gualdo Tadino e Nocera Umbra. Dal 1995 è divenuta area protetta con il nome di Parco del Monte Cucco.

## Descrizione

### Origine del toponimo
Il toponimo potrebbe derivare da "Kukka", geonimo italico inteso come altura tondeggiante o montagna coronata usata come luogo di culto. È infatti da inserire in prossimità del Monte Cucco il tempio di Giove Appennino, come descritto da Claudio Claudiano.
Non è da prendere come unica possibile origine toponomastica, il nome Cucco potrebbe anche semplicemente indicare il fatto che il monte sia cavo al suo interno, per via della grande Grotta di monte cucco, oppure per il semplice fatto di essere un monte dalla cima a "cupola".
Altri nomi attribuiti al monte sono Monte Testa Grossa e Monte Grande.

### Le grotte
Il massiccio del Monte Cucco, composto quasi interamente da calcare massiccio, in passato fu interessato da grandi fenomeni di carsismo sia per infiltrazione di acque superficiali, sia soprattutto per risalita di acque sulfuree che hanno creato centinaia di grotte e cavità.
La più grande e famosa è la Grotta di Monte Cucco, che con i suoi circa 35 km di sviluppo e -922 metri di profondità, è una delle grotte più grandi d'Italia. La presenza di questa grotta è conosciuta da secoli, in quanto l'ingresso est è ben visibile dalla vallata sottostante.

### Gli antri

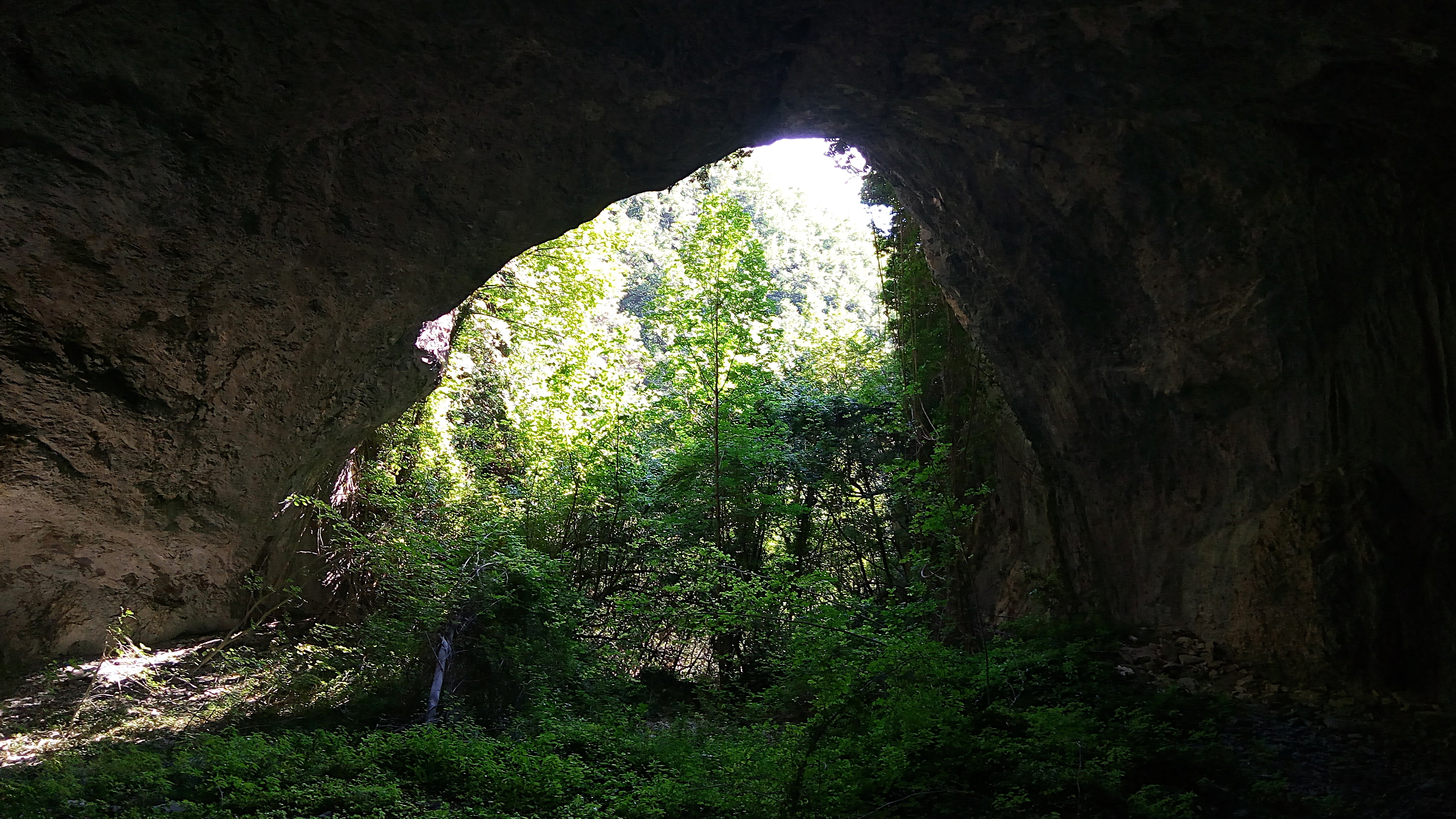
Grotta di San Donino.

Un'altra peculiarità del Monte Cucco, anch'essa dovuta al fenomeno del carsismo, consiste nella numerosissima presenza di antri, anche di grandi dimensioni, tra cui i più conosciuti e spettacolari sono noti con i nomi di Grotta di Santa Agnese, Grotta di San Donino e Grotta Bianca. 

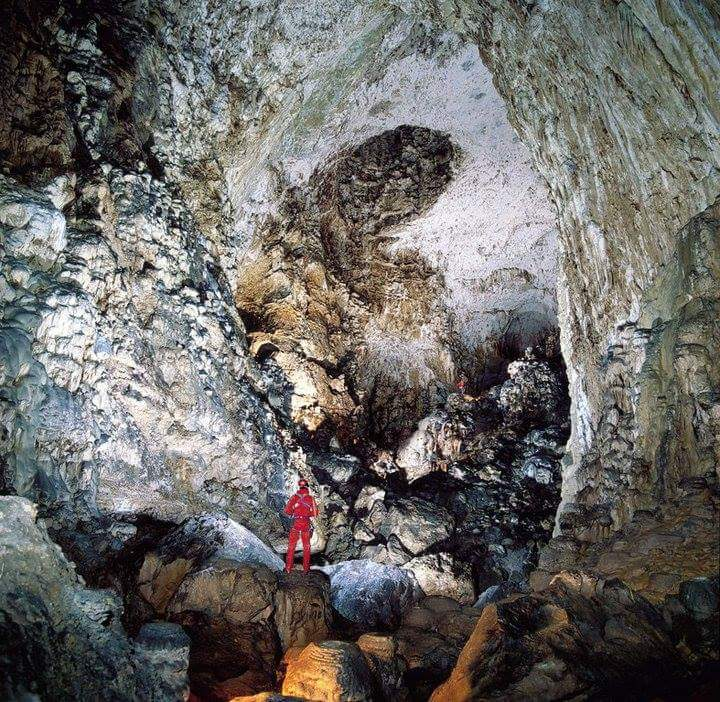
Sala Margherita, Grotta di Monte Cucco

### Sorgenti della Scirca

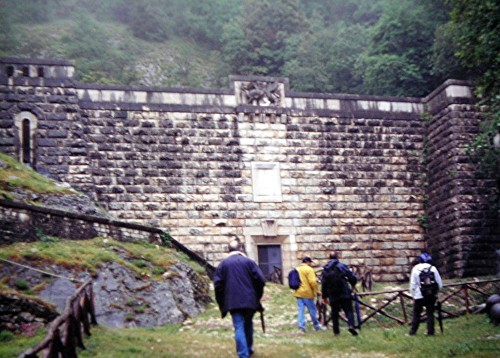
L'edificio del conservone a Villa Scirca.

Il monte Cucco è una sorta di grande serbatoio per le acque meteoriche che cadono sull'Appennino Umbro Orientale; alla base dello stesso, in prossimità della località di Villa Scirca, si trovano le sorgenti della Scirca, l'acquedotto che, a partire dai primi del Novecento, è stato utilizzato per fornire acqua alla città di Perugia. L'antica conduttura, lunga più di 40 km, si snoda attraverso le colline e le valli, fino a giungere alla sommità dell'acropoli di Perugia, senza bisogno di stazioni di pompaggio, proprio a causa dell'altitudine delle sorgenti.

### Eremi e Abbazie

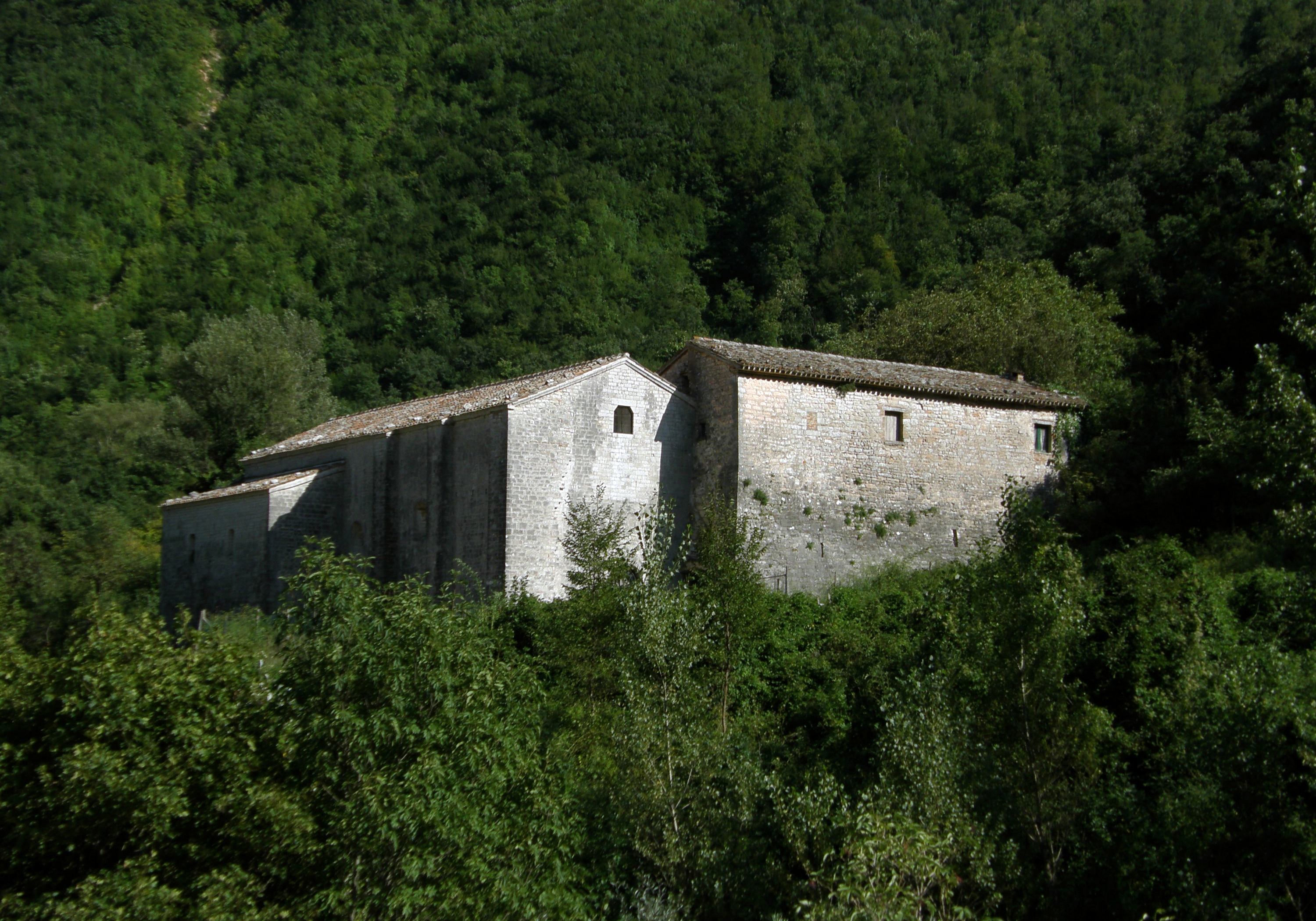
L'abbazia di Santa Maria di Sitria, fondata da San Romualdo nel 1014 alle falde del Monte Cucco

- Abbazia di Santa Maria di Sitria, fondata da san Romualdo nell'XI secolo nella Valle di Sitria ai piedi del Monte Nocria. L'abbazia si articola in piccole celle di pietra e legno ed è interamente costruita con pietra squadrata in una bilanciata composizione di motivi romanici e gotici, ad una sola navata e con una cripta sottostante l'altare maggiore, in puro stile romanico, retta da una colonna con capitello tardo-antico.
- Eremo di San Girolamo (Pascelupo): costruito intorno all'anno mille alla base di una parete rocciosa alta più di cento metri.

### Le Gole
Imponente e conosciuta è la Forra di Rio Freddo che solca il versante est della montagna, con i suoi quasi 3 km di lunghezza e pareti che in alcuni punti raggiungono i 200 metri di altezza, è una delle gole più grandi dell'Umbria.
Altre gole rilevanti sono: Valle delle Prigioni che scende lungo il versante Nord-Est della montagna, la Gola del Corno tra il Monte Cucco e il Monte Catria e infine la Gola di Fossa Secca, situata nel versante ovest sopra il paese di Costacciaro.

## Ambiente

### Flora
Il clima molto piovoso dell’Appennino Umbro Marchigiano, a causa della relativa vicinanza del mare, ha favorito una flora molto rigogliosa e varia; difatti tutto il Monte Cucco è un’area floristica protetta.
Trovandosi in una posizione centrale dell’Italia, qui sono presenti tantissime varietà di fiori e orchidee provenienti da tutta la fascia appenninica, anche estremamente rari come la scarpetta di venere.
Il versante Sud-Ovest della montagna è dominato da estesi prati, in gran parte frutto di antichi disboscamenti per creare pascoli. Il versante Nord-est, esposto verso il mare, vede la presenza di grandissimi boschi.
Sopra i 1000m di quota la pianta dominante è il faggio; i boschi di faggio, detti “faggete” coprono la gran parte del versante Nord-Est nel quale è presente anche il bosco più esteso di tutta la montagna, detto “Madre dei Faggi”, nel quale si trovano esemplari che superano abbondantemente i 30m di altezza.
Sotto i 1000m di quota la vegetazione si fa più intricata e varia, composta principalmente da:  il carpino, l'orniello, l'acero (nei suoi vari tipi), il frassino, il corniolo, il ciliegio selvatico, il nocciolo (la dialettale "avellana"), il corbezzolo, il pungitopo, l’alloro selvatico, il bosso, il leccio, la roverella e il cerro.
La base della montagna è una fascia fortemente antropizzata, dove ancora è possibile vedere i campi coltivati contornati da filari di pioppi, salici, aceri, querce, segno inconfondibile di una povera agricoltura d’altri tempi.

### Fauna
Numeroso e diversificato il contingente faunistico che popola le faggete del Monte Cucco.
Fra i mammiferi, vanno annoverati, a puro titolo di esempio, il lupo, la volpe, il tasso, il cinghiale, il daino, il capriolo, il gatto selvatico, la martora, la puzzola, la faina, la donnola, il ghiro, il moscardino, e lo scoiattolo meridionale.
Fra gli uccelli soprattutto gli strigidi, quali il gufo reale, il gufo comune, l'allocco, il barbagianni, l'astore, lo sparviero, la poiana la ghiandaia, l'upupa, il picchio nero, il picchio rosso, minore e maggiore.
Fra gli anfibi la salamandrina dagli occhiali, il geotritone, forse la salamandra pezzata.
Ricca, infine, la fauna entomologica, specie quella relativa ai coleotteri, presenti, qui, anche con specie rare od esclusive di quest'area, come Pterostichus battonii e Lathrobium montiscuccoi, che mutua il suo nome specifico proprio da quello del Monte Cucco. Accertata e documentata, nell'estate 2013, in località "Balze de La Pìgnola", la significativa presenza di due esemplari del rarissimo coleottero Rosalia alpina, che vive alle spese del legno dei faggi plurisecolari, maturi e marcescenti.

## Geologia
Il Monte Cucco, come gran parte dell’Appennino è costituito da rocce sedimentarie di origine marina risalenti al Giurassico.
La montagna principale è composta da roccia calcarea chiamata "Calcare Massiccio del Monte Cucco”, questa ha cominciato a formarsi circa 210 milioni di anni fa in un mare poco profondo e ricco di vita, il Mar della Tetide. Nei successivi milioni di anni l’accumulo di sedimenti (la maggior parte dei quali costituiti da resti di organismi marini) ha creato una cospicua successione di rocce sedimentarie ricche di fossili, tra questi gli ammoniti del Giurassico superiore.
I rilievi montuosi dell’Appennino Centrale si sono formati a partire da circa 15 milioni di anni fa a causa dello scontro tra due grandi placche continentali: quella Africana e quella Eurasiatica, che hanno fatto emergere dal mare questo enorme ammasso di roccia, creando il Monte Cucco, gli Appennini e tutta l’Italia centrale.
Gran parte dei fossili ritrovati sono conservati ed esposti presso il museo di Costacciaro.

## Università degli Uomini Originari
Dal 1291, tutta la parte centrale del massiccio di Monte Cucco costituisce un'enorme proprietà collettiva, gestita dall’Università degli Uomini Originari di Costacciaro.
Si tratta d'una proprietà comunitaria ed indivisibile che si tramanda, da oltre sette secoli, ai discendenti diretti di quelle famiglie che, a partire dal 1291, acquistarono la montagna dai feudatari della zona.
Tale proprietà, tuttora in vigore, ha salvaguardato buona parte della montagna, specie durante gli anni delle cementificazioni e degli abusivismi (anni 50-60), preservando tutto il monte, in particolare la zona di Pian delle Macinare, in maniera integrale.

## Sport e attività

### Trekking

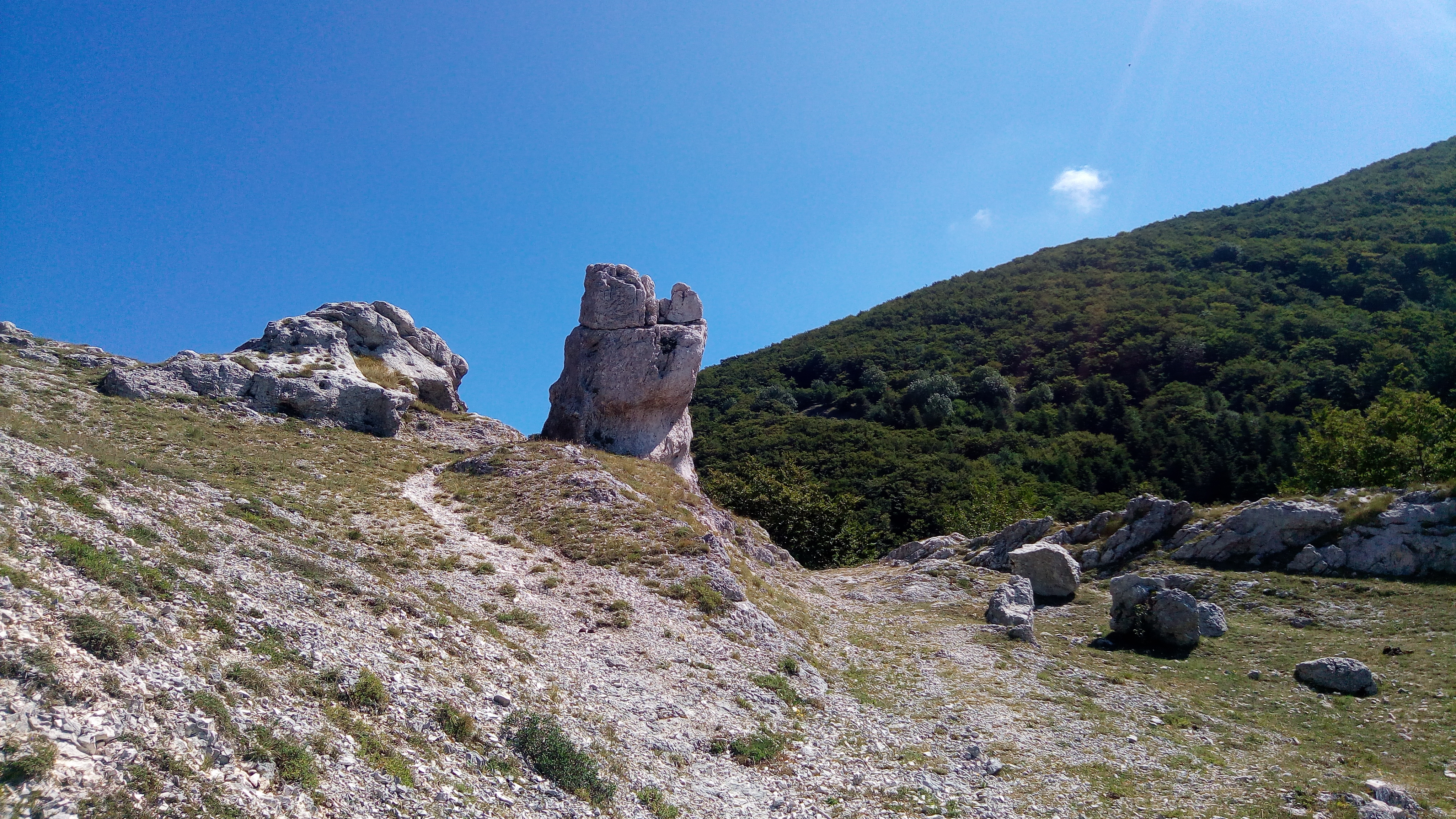
Il Sasso di Monte Cucco.

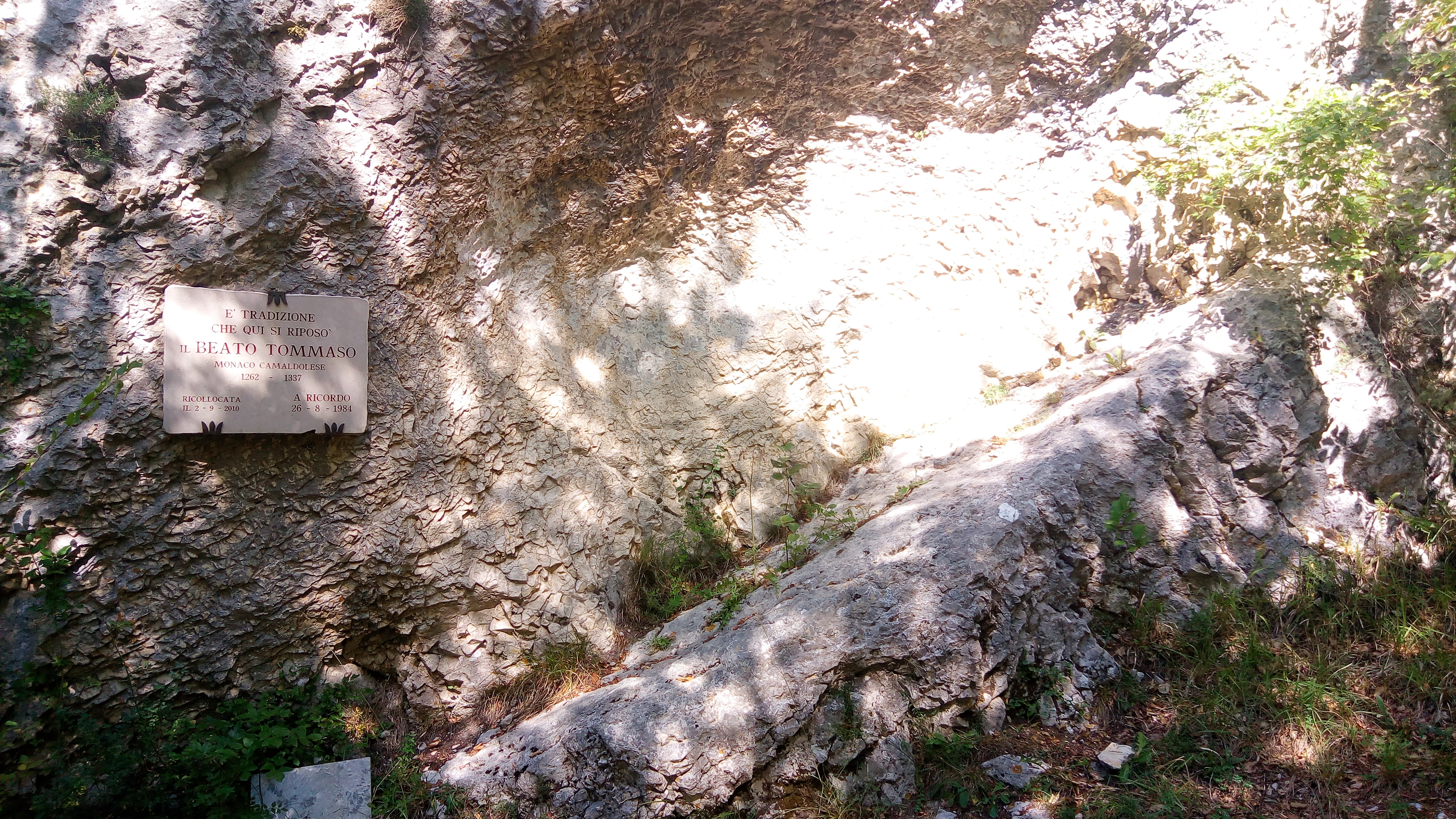
Il letto del beato Tommaso da Costacciaro.

Con i suoi oltre 100 km di sentieri, il monte Cucco è una montagna escursionistica che offre innumerevoli percorsi di qualsiasi lunghezza e difficoltà.

### Volo Libero
Il Monte Cucco, per via della sua posizione e della sua morfologia, è considerata una delle più importanti mete italiane del volo a vela in deltaplano e parapendio. Qui vengono svolti campionati nazionali e internazionali di deltaplano e, grazie alle condizioni meteo che vengono a crearsi, sono stati infranti diversi record di distanza e permanenza.

### Speleologia
La Grotta di Monte Cucco con i suoi circa 35 km di estensione e quasi 1 km di profondità, è una delle grotte più grandi d'Italia. La grotta è continuamente frequentata da speleologi che vanno in esplorazione nelle parti profonde, o che svolgono corsi specifici al suo interno. Parte della grotta è stata recentemente resa turistica ed è accessibile accompagnati da guide autorizzate.

### Torrentismo
Nel versante Nord-Est del massiccio è presente la Forra di Rio Freddo, un imponente canyon che va affrontato e disceso con tecniche particolari di discesa su corda.

### Sci di Fondo
Nella zona di Pian delle Macinare durante l'inverno viene costantemente battuto un circuito da fondo ad anello di quasi 10 km.

### Mountain Bike
Molti sentieri del Monte Cucco si prestano alla frequentazione in mountain bike, molto famosa e rinomata la Gran Fondo Monte Cucco.